# 萩市立弥富小学校
萩市立弥富小学校（はぎしりつやどみしょうがっこう）は、山口県萩市大字弥富下にある公立小学校。児童数が14名（2006年度）と少ないため、複式学級を採用している。2019年(H31)休校となる。

## 所在地
- 山口県萩市大字弥富下4083-1

## 周辺
萩市・旧須佐町の弥富地区のほぼ中央に位置している。
- 梅ノ木トンネル
- 全柳寺
- 山口県道124号津和野須佐線

## 沿革
- 1877年 - 小川小学校弥富分校として創立
- 1878年 - 弥富小学と改称
- 1883年 - 弥富小学校と改称
- 1895年 - 弥富尋常小学校と改称。また、鈴野川分教場を開設
- 1896年 - 校舎移転
- 1901年 - 弥富尋常高等小学校と改称
- 1912年 - 鈴野川分教場が鈴野川小学校として独立分離（萩市立鈴野川小学校は2010年（Ｈ22）休校となる）
- 1941年 - 国民学校令により弥富国民学校と改称
- 1947年 - 新学制導入により弥富村立弥富小学校と改称
- 1954年 - 馬取分校を新設
- 1955年 - 町村合併により須佐町立弥富小学校と改称
- 1962年 - 校歌制定
- 1970年 - 馬取分校廃止
- 2005年 - 市町村合併により、萩市立弥富小学校と改称
- 2019年 - 萩市立弥富小学校休校